# Metrichia trispinosa
Metrichia trispinosa är en nattsländeart som först beskrevs av Bueno-soria 1979.  Metrichia trispinosa ingår i släktet Metrichia och familjen smånattsländor. Inga underarter finns listade i Catalogue of Life.